# Station Bonneval
Station Bonneval is een spoorwegstation in de Franse gemeente Bonneval.